# جون تورنر (سياسي)
جون نابير ويندام تيرنر (7 يونيو 1929 – 19 سبتمبر 2020)، كان سياسيًا ومحاميًا كنديًا، وشغل منصب رئيس الوزراء السابع عشر لكندا في الفترة بين 30 يونيو حتى 17 سبتمبر من عام 1984.
عمل تيرنر وزيرًا للعدل في حكومة رئيس الوزراء بيير ترودو بين 1968 حتى 1972، ووزيرًا للمالية بين 1972 حتى 1975. وفي وسط حالة من حالات الركود العالمي آنذاك، مع وجود احتمالية لفرض أجور مكروهة وضوابط على الأسعار، استقال تيرنر من منصبه في عام 1975.
وبعد فترة توقف عن العمل السياسي بين 1975 و1984، عاد تيرنر مرةً أخرى ونجح في المنافسة على قيادة الحزب الكندي الليبرالي عام 1984. عمل تيرنر في منصب رئيس الوزراء لمدة 79 يومًا، وهي ثاني أقصر فترة لهذا المنصب في تاريخ كندا بعد السير تشالرز توبر، إذ إنه أوصى الحاكم العام لكندا بحل البرلمان عقب أداء اليمين على الفور وخسر خسارةً ساحقةً في انتخابات عام 1984 لصالح التقدميين المحافظين بقيادة بريان مولروني. ظل تيرنر قائدًا للحزب الليبرالي وقاد المعارضة خلال الأعوام الستة التالية آنذاك، محققًا مع حزبه نهضةً متواضعةً في انتخابات عام 1988. واستقال تيرنر من منصب قيادة الحزب الليبرالي في عام 1990 وتنحى عن عمله البرلماني في انتخابات عام 1993.
كان تيرنر أول رئيس وزراء كندي يولد في المملكة المتحدة بعد ماكينزي باويل عام 1896. وكان رابع رئيس وزراء كندي من ناحية طول العمر، إذ إنه عاش حتى سن 91 عامًا.

## مطلع حياته
وُلد تيرنر يوم 7 يونيو 1929 بمدينة ريتشموند (سري) الإنكليزية، والتي أصبحت تابعةً إلى لندن حاليًا، لأبويه ليونارد هيو تيرنر، وهو صحفي إنكليزي، وفيليس روس، وهي اقتصادية من كندا. كان لدى تيرنر أخًا، مايكل، وهو وُلد في عام 1930 (وتوفي بعد ولادته بفترة وجيزة) وأختًا، بريندا، والتي وُلدت في عام 1931. انتقل تيرنر وأخته إلى كندا مع والدتهما الكندية بعد وفاة والدهما في عام 1932. واستقرت الأسرة في منزل طفولة الأم بمدينة روسلاند في مقاطعة كولومبيا البريطانية، ثم انتقلوا لاحقًا إلى أوتاوا (أونتاريو).
كانت والدة تيرنر محبةً لطفليها، ولكنها كانت قاسيةً عليهما. ولم تكن الأسرة ثريةً. تزوجت والدته مرةً أخرى في عام 1945 من فرانك ماكنزي روس، الذي أصبح لاحقًا نائب حاكم مقاطعة كولومبيا البريطانية، وانتقلت الأسرة إلى مدينة فانكوفر (كولومبيا البريطانية).

### التعليم
درس تيرنر بمدرسة أشبوري، ومدرسة سانت باتريك في أوتاوا (شهادة الثانوية). والتحق بجامعة كولومبيا البريطانية (UBC) في عام 1945 عندما كان يبلغ 16 عامًا، وكان ضمن أفضل العدائين في كندا خلال أربعينيات القرن العشرين، وتأهل ضمن الفريق الأوليمبي عام 1948. حقق تيرنر رقمًا قياسيًا لسباق المئة ياردة للرجال، ولكن منعته إصابة في الركبة من المنافسة في أولمبياد لندن عام 1948. تخرج تيرنر في جامعة كولومبيا البريطانية حاصلًا على شهادة البكالوريوس في الآداب (مع مرتبة الشرف) عام 1949.
حصل تيرنر على منحة رودس الدراسية، والتحق بكلية المجدلية بجامعة أوكسفورد، حيث حصل على بكالوريوس الآداب في القانون عام 1951، وبكالوريوس القانون المدني عام 1952، ودرجة الماجستير في الآداب عام 1957. وكان تيرنر ضمن فريق سباقات المضمار والميدان في أوكسفورد. وكان روجر بانستر أحد زملائه، والذي أصبح أول عداء يقطع الميل في أقل من أربع دقائق. وفي أوكسفورد، كان تيرنر زميلًا لرئيسي الوزراء الأستراليين المستقبليين مالكوم فرازير وبوب هوك، بالإضافة إلى جيرمي ثورب الذي سيصبح قائدًا للحزب الليبرالي البريطاني فيما بعد. سعى تيرنر أيضًا وراء دراسات الدكتوراه بجامعة باريس بين 1952 حتى 1953. كان تيرنر عضوًا بأخوية بيتا ثيتا باي عندما كان يدرس بجامعة كولومبيا البريطانية.
علاقته بالأميرة مارغريت
في يوم 19 مايو 1959، رقص تيرنر مع الأميرة مارغريت، التي تصغره بعام واحد، في حفلة أعدها زوج والدته، بصفته نائب الحاكم، للاحتفال بافتتاح الدار الجديد لحكومة كولومبيا البريطانية. وكانت هذه المرة الأولى التي يحظى فيها تيرنر بانتباه الصحافة الكندية؛ وكان هناك تكهنات كبيرة حول احتمالية ارتباطهما ليصبحا زوجين بشكل جدي. وطبقًا لخطابات مارغريت التي حصلت عليها صحيفة الديلي ميل، كانت العلاقة أكثر جديةً مما كان يُعتقد سابقًا؛ إذ كتبت الأميرة في أحد الخطابات بعد سبع سنوات، أنها «تزوجته تقريبًا». وطبقًا لبعض التقارير الصحفية المعاصرة، سببت هذه العلاقة ذعرًا في قصر بكنغهام؛ إذ كان تيرنر رومانيًا كاثوليكيًا، وكان على مارغريت أن تتخلى عن مكانها في خط الخلافة للعرش البريطاني حتى تتزوجه.
أكدت بريندا «انجذابًا مؤكدًا» بين أخيها والأميرة، ولكنها قالت إن تيرنر لم يكن مهتمًا بالملكية لدرجة تجعله يتخلى عن الكاثوليكية. وبعد لقائه مع مارغريت مرةً أخرى خلال رحلتها إلى كندا، حضر تيرنر حفلها في قلعة بالمورال في أغسطس 1959 حيث كان رفيقه في السكن، أنطوني أرمسترونغ جونز، الزوج المستقبلي لمارغريت، وكان تيرنر الضيف الكندي غير الرسمي الوحيد بحفل زفافهما في مايو 1960. ظل تيرنر صديقًا لمارغريت، والتقى بها مع زوجته عدة مرات في بريطانيا أو في أثناء زياراتها الرسمية إلى كندا. وحضرا أيضًا جنازتها الخاصة عام 2002، وكانا ممثلين رسميين عن كندا في حفلها التأبيني.

### الزواج والعائلة
تزوج تيرنر يوم 11 مايو 1963 من غيلز مكراي كليغور (وُلدت في 1937) التي أصبحت بعد ذلك مهندسة أنظمة في شركة آي بي إم، كما كانت ابنة الأخ الكبرى للطبيب العسكري الكندي جون مكراي، الذي كان مؤلفًا لما قد تعتبر أفضل قصيدةً معروفةً للحرب العالمية الأولى، وهي «في حقول الفلاندرز»، كما كانت أختًا لديفيد كليغور الذي كان عضوًا لمدة طويلة في البرمان الكندي. أنجب الزوجان ابنةً سُميت إليزابيث وثلاثة أبناء: ديفيد، ومايكل، وأندرو. درس أولاد تيرنر في مدرسة روكليف بارك العامة في أوتاوا (أونتاريو). ودرس أبناؤهما الثلاثة في مدرسة كندا العليا في تورونتو (أونتاريو).

## ما بعد السياسة
أعرب تيرنر عن دعمه لحملة تأسيس الجمعية البرلمانية للأمم المتحدة، وهي منظمة تناضل لصالح الإصلاح الديمقراطي للأمم المتحدة مع إنشاء نظام دولي سياسي خاضع للمحاسبة بشكل أكبر.
وفي عام 2017، مُنح تيرنر الميدالية الذهبية من الجمعية الجغرافية الملكية الكندية. عاش تيرنر في حي دير بارك بمدينة تورونتو.

## الوفاة والجنازة الرسمية
توفي تيرنر يوم 19 سبتمبر 2020 عن عمر ناهز 91 عامًا. أُقيمت جنازته الرسمية في يوم 6 أكتوبر 2020 في كاتدرائية سانت مايكل. دُفن تيرنر في مقبرة خاصة تابعة لمقابر ماونت بليزانت. وتضم هذه المقابر قبري تيرنر وماكنزي كينغ اللذين كانا رئيسي وزراء سابقين لكندا.

## مناصب
تولى منصب زعيم المعارضة الرسمية ‏ (17 سبتمبر 1984–7 فبراير 1990)، ورئيس وزراء كندا (30 يونيو 1984–17 سبتمبر 1984)، وعضو مجلس العموم الكندي (18 يونيو 1962–25 يونيو 1968)، ومدير.

## التعليم
تعلم في جامعة كولومبيا البريطانية، وكلية المجدلية، وكلية الحقوق في باريس.

## جوائز
حصل على جوائز منها:
- منحة رودس

## روابط خارجية
- جون تورنر على موقع الموسوعة البريطانية (الإنجليزية)
- جون تورنر على موقع مونزينجر (الألمانية)
- جون تورنر على موقع إن إن دي بي (الإنجليزية)

| المناصب السياسية   | المناصب السياسية                                          | المناصب السياسية   |
| ------------------ | --------------------------------------------------------- | ------------------ |
| سبقه بيير ترودو    | رئيس وزراء كندا السابع عشر 30 يونيو 1984 - 17 سبتمبر 1984 | تبعه مارتن مولروني |
| سبقه إيغان تشامبرز | عضو مجلس العموم الكندي 18 يونيو 1962 - 25 يونيو 1968      | تبعه               |